# Feliks Grochowalski
Feliks Grochowalski (ur. ok. 1842 – zm. 1903) – oficer Straży Narodowej w powstaniu styczniowym.
Był urzędnikiem Komisji Spraw Wewnętrznych. W powstaniu w organizacji żandarmów wieszających. Skazany na 15 lat ciężkich robót w kopalniach, zesłany do Kadai. Później przeniesiony na osiedlenie, ostatecznie zamieszkał w Usolu, gdzie zmarł.